# Феоктистов, Сергей Алексеевич
Сергей Алексеевич Феоктистов (19 января 1919, Борисоглебск, Тамбовская губерния — 13 апреля 1973, Москва) — командир авиационной эскадрильи 568-го штурмового авиационного полка, капитан. Герой Советского Союза.

## Биография
Родился 19 января 1919 года в городе Борисоглебск (ныне — Воронежской области). Русский. Детство и юность провёл в Москве. Окончил 7 классов. Работал учеником токаря на заводе, затем на строительстве метрополитена. Окончил аэроклуб.
В Красной армии с 1938 года. В 1940 году окончил Борисоглебскую военную авиационную школу лётчиков. Служил в строевых частях ВВС.
Участник Великой Отечественной войны с первого дня войны в составе истребительного авиационного полка. Аэродром подвергся бомбардировке 22 июня 1941 года. На уцелевших самолётах лётчики вели боевые действия в течение месяца. Затем полк был переформирован в штурмовой и вступил в бой на дальних подступах к Москве.
Весной 1942 года авиаполк переведён на Северо-Западный фронт в район Демянска. Наряду со штурмовкой наземных целей Феоктистов сбил в воздушных боях 4 бомбардировщика.
Участвовал в Сталинградской битве, затем в боях на территории Белоруссии. 26 февраля 1943 года был сбит огнём зенитной артиллерии и произвёл вынужденную посадку на территории, занятой противником. Месяц сражался в 1-й Белорусской партизанской бригаде, с апреля 1943 вновь в составе ВВС.
К сентябрю 1944 года капитан Феоктистов совершил 80 боевых вылетов на штурмовку войск и техники противника. Уничтожил в воздушных боях 7 вражеских самолётов. Всего за время войны совершил 146 боевых вылетов и сбил 11 самолётов противника.
Звание Героя Советского Союза с вручением ордена Ленина и медали «Золотая Звезда» капитану Феоктистову Сергею Алексеевичу присвоено 15 мая 1946 года.
В 1948 году окончил Высшие офицерские лётно-тактические курсы усовершенствования, в 1960 — Командный факультет Военно-воздушную академию. Продолжал службу в ВВС.
С 1972 года полковник Феоктистов С. А. — в запасе. Жил в Москве. Умер 13 апреля 1973 года. Похоронен в Москве в колумбарии Новодевичьего кладбища.
Награждён двумя орденами Ленина, двумя орденами Красного Знамени, орденами Александра Невского, Отечественной войны 2-й степени, двумя орденами Красной Звезды, медалями.